# Mikkeli
Mikkeli este o comună din Finlanda.

## Personalități
- Olli Rehn (n. 1962), politician